# 奥田良三 (政治家)
奥田 良三（おくだ りょうぞう、1903年〈明治36年〉5月15日 - 1989年〈平成元年〉12月22日）は、日本の内務官僚、政治家。奈良県知事（公選第2・3・4・5・6・7・8・9代）、官選群馬県知事、全国知事会会長（第5代）。位階は正三位。柔道3段。

## 経歴
1903年（明治36年）5月15日、生駒郡筒井村（現・大和郡山市筒井町）に生まれる。実家は地主の農家で父は米次郎。筒井小学校、郡山中学（現・奈良県立郡山高等学校）、第三高等学校を経て東京大学法学部に進む。1927年（昭和2年）に同政治学科を卒業し、内務省入省。山形県属、岩手県地方課長、岡山県地方課長、福岡県商工・農務課長、宮崎県警察部長、石川県経済部長、静岡県官房長、千葉県内政部長・警察部長などを歴任、1947年（昭和22年）に官選最後の群馬県知事に就任した。同年知事公選制の開始により退任した後は、福岡県副知事を務めた。
1951年（昭和26年）に郷里奈良県の第二回公選知事選挙に天理教真柱の中山正善や大和タイムス（現・奈良新聞）社長だった今西丈司らに擁立され出馬。新谷寅三郎参議院議員を選挙事務長として、堀越儀郎・東井三代次の支援のもと自由党・国民民主党の公認を得たことで前知事の野村万作を破って奈良県知事に初当選を果たした。この時、副知事に三高・東大の同級生であった下位真一郎（昭和50年まで在任24年）、出納長に県警出身の西上菊雄（昭和46年まで在任20年）を登用している。
奥田県政が8期29年の長期にわたって存続できたのは、当初保守・革新層や天理教など幅広い政治基盤があったためと見られる。また在任期間は日本の高度経済成長期にわたり、県勢は飛躍的に躍進した。在任中の特に大きな事業としては、吉野熊野総合開発事業が挙げられ、津風呂ダムや大迫ダムの完成をみた。他に阪奈道路の建設と日本万国博覧会に伴う拡幅、名阪国道の開通も実現した。同和対策にも関心を持ち、奈良県の関与により同和対策事業特別措置法が成立した。また文化財を多く有する奈良県の知事として古都保存法の制定を国にはたらきかけた。県の施設としては現在の奈良県庁舎の新築、奈良県文化会館の建設、奈良県立美術館の開館なども在任中に行っている。1976年（昭和51年）からは全国知事会長も務めた。
1979年（昭和54年）秋の叙勲で勲一等旭日大綬章を授与された。その後脳血栓で倒れ1980年（昭和55年）9月30日知事を退任。1989年（平成元年）12月22日死去。享年87。